# استان اورنسه
اورنسه (Ourense) استانی در شمال‌غرب اسپانیا، در جنوب‌شرق بخش خودمختار گالیسیا است.

## جغرافیا
این استان هم‌مرز با استان‌های پونتودرا، لوگو، لئون، سامورا و کشور پرتغال است.
مرکز استان شهر اورنسه است.

## جمعیت و مساحت
۳۴۳٬۷۶۸ نفر (۲۰۰۲) در اورنسه زندگی می‌کنند که از این میان ۳۰٪ در شهر اورنسه ساکن هستند. مساحت استان ۷٬۲۷۸ کیلومتر مربع است و ۹۲ دهستان دارد.